# Arnstadt
Arnstadt település Németországban, azon belül Türingiában. Lakosainak száma 28 264 fő (2023. december 31.).

## Népesség
A település népességének változása:
| Lakosok száma | 24 481 | 24 409 | 27 304 | 27 330 | 28 124 | 28 264 |
|               | 2015   | 2017   | 2019   | 2021   | 2022   | 2023   |